# ヒヨドリ科
ヒヨドリ科（ヒヨドリか、Pycnonotidae）は、鳥綱スズメ目に属する科。模式属はシロガシラ属。

## 分布
アフリカ大陸、ユーラシア大陸南部、インドネシア、セーシェル、日本、フィリピン、マダガスカル、アラビア半島、イラン、イラク

## 形態
体長は15-28cm。頸部は短い。尾羽はやや長く12枚。翼は短く丸みを帯びる。初列風切は10枚で、一番外側の初列風切（P10）が非常に短い。
嘴は細長く、やや下方へ湾曲する（カヤノボリ属は例外的に太い嘴を持つ）。後肢は短い。
卵は分厚い殻で覆われる。

## 分類
- Andropadus
  - Andropadus montanus,ミヤマアオヒヨドリ,Cameroon Greenbul
  - Andropadus kakamegae, カカメガミドリヒヨドリ, Kakamega Greenbul
  - Andropadus masukuensis,ミドリヒヨドリ, Shelley's Greenbul
  - Andropadus virens, ヒメアオヒヨドリ,Little Greenbul
  - Andropadus hallae, Hall's Greenbul
  - Andropadus gracilis, ヒメハイヒヨ, Grey Greenbul
  - Andropadus ansorgei, チャイロアオヒヨ, Ansorge's Greenbul
  - Andropadus curvirostris, ウスグロヒヨ, Plain Greenbul
  - Andropadus gracilirostris,ハシボソアオヒヨ,Slender-billed Greenbul
  - Andropadus importunus,ウスグロアオヒヨ, Sombre Greenbul
  - Andropadus latirostris, キスジアオヒヨ, Yellow-whiskered Greenbul
  - Andropadus tephrolaemus, ハイノドヒヨ, Grey-throated Greenbul
  - Andropadus nigriceps, クロガシラアオヒヨ, Mountain Greenbul
  - Andropadus chlorigula,ミナミアオノドヒヨ,Green-throated Greenbul
  - Andropadus olivaceiceps, Olive-headed Greenbul
  - Andropadus milanjensis,ホオスジアオヒヨ, Stripe-cheeked Greenbul
- Bleda - ハイガシラヒゲヒヨドリ、ヒゲヒヨドリ、ミドリオヒゲヒヨドリ
- Chlorocichla - タノシアオヒヨドリ、プリゴジンアオヒヨドリ
- Criniger - キイロヒゲヒヨドリ
- ヒヨドリ属　Hypsipetes
  - Hypsipetes amaurotis,ヒヨドリ,Brown-eared Bulbul

-他
- Ixos - ヤブヒヨドリ
- Phyllastrephus - コバネマダガスカルヒヨドリ、ススケマダガスカルヒヨドリ、ハイガシラマダガスカルヒヨドリ
- シロガシラ属　Pycnonotus
  - Pycnonotus zeylanicus, キガシラヒヨドリ,Straw-headed Bulbul
  - Pycnonotus striatus, タテフヒヨドリ,Striated Bulbul
  - Pycnonotus leucogrammicus,タテジマヒヨドリ,Cream-striped Bulbul
  - Pycnonotus cyaniventris,ハイムネヒヨドリ,Grey-bellied Bulbul
  - Pycnonotus jocosus,コウラウン,Red-whiskered Bulbul
  - Pycnonotus xanthorrhous,ノドジロヒヨドリ,Brown-breasted Bulbul
  - Pycnonotus sinensis,シロガシラ,Light-vented Bulbul
  - Pycnonotus taivanus,クロガシラ,Styan's Bulbul
  - Pycnonotus barbatus,アフリカヒヨドリ,Garden Bulbul
  - Pycnonotus simplex,メジロチャイロヒヨ,Cream-vented Bulbul
  - Pycnonotus brunneus,アカメチャイロヒヨ,Red-eyed Bulbul
  - Pycnonotus erythropthalmos,コアカメチャイロヒヨ,Spectacled Bulbul

-他
- カヤノボリ属　Spizixos
  - Spizixos canifrons,カンムリカヤノボリ,Crested Finchbill
  - Spizixos semitorques,カヤノボリ,Collared Finchbill
- エリゲヒヨドリ属　Tricholestes
  - Tricholestes criniger,エリゲヒヨドリ, Hairy-backed Bulbul

## 生態
森林や藪地に生息する。集団性が強い。翼が短いため飛翔力は弱く、多くの種は渡りを行わない。
食性は植物食で、主に果実、花や花の蜜などを食べるが、昆虫を食べる種もいる。
繁殖形態は卵生。樹上や茂みに植物の葉や木の枝を組み合わせた巣を作り、卵を産む。雌雄交代で抱卵を行う。

## 人間との関係
鳴き声がよいので、飼い鳥とされている種もある。籠脱けしたものが野生化して、作物や生態系に影響を与えている地域もある。
果実を食害する害鳥とみなされることもある。
開発による生息地の破壊、ペット目的の乱獲などにより生息数が減少している種もいる。